# Adrian Put

Bischofswappen von Adrian Put

Adrian Put (* 4. November 1978 in Stettin) ist ein polnischer Geistlicher und römisch-katholischer Weihbischof in Zielona Góra-Gorzów.

## Leben
Adrian Put studierte Philosophie und Katholische Theologie am Priesterseminar im früheren Kloster Paradies. Am 22. Mai 2004 empfing er das Sakrament der Priesterweihe für das Bistum Zielona Góra-Gorzów durch den dortigen Bischof Adam Dyczkowski.
Neben verschiedenen Aufgaben in der Pfarrseelsorge war er von 2011 bis 2015 Direktor der diözesanen Wochenzeitung Niedziela. In dieser Zeit war er zudem Verantwortlicher für die Jugend der geistlichen Bewegung Luce-Vita, deren Diözesanmoderator er ab 2015 war. 2017 wurde er Mitglied des diözesanen Pastoralrates und Direktor des diözesanen Katechumenatszentrums. Ab 2021 war er Pfarrer und Kanoniker an der Konkathedrale St. Hedwig in Zielona Góra.
Papst Franziskus ernannte ihn am 28. Juni 2022 zum Titularbischof von Furnos Minor und zum Weihbischof in Zielona Góra-Gorzów. Die Bischofsweihe spendete ihm der Apostolische Nuntius in Polen, Erzbischof Salvatore Pennacchio, am 13. August desselben Jahres. Mitkonsekratoren waren der Bischof von Zielona Góra-Gorzów, Tadeusz Lityński, und der Erzbischof von Stettin-Cammin, Andrzej Dzięga.